# Гимназия № 74 (Минск)
Гимназия № 74 — среднее учебное заведение в Октябрьском районе Минска (Республика Беларусь).

## История
Средняя школа № 74 с углублённым изучением французского языка была основана в 1961 году. В 2002 году получила статус гимназии с углублённым изучением французского языка.

## Образовательный процесс
В гимназии на углублённом уровне изучается французский язык. В 1997 году на базе одного из восьмых классов гимназии открылась первая в Беларуси билингвистическая группа, где на французском языке изучаются французская история и литература, а также введение в экономику и социология (в дальнейшем французский язык введён и в другие дисциплины, в частности, на уроках трудового обучения). Выбор гимназии в качестве первой в стране экспериментальной площадки был сделан представителями посольства Франции, ознакомившимися с ситуацией в школах Минска с преподаванием французского языка. Гимназия является одной из нескольких средних учебных заведений Белоруссии, которые напрямую финансируются посольством Франции. Преподаватели гимназии проходят подготовку в Центре педагогических исследований города Виши. Один из двух школьных театров, Clartes, играет на французском языке и участвует в международных фестивалях (в частности, Pantomimes Orthez во французском Ортезе и театральный фестиваль в Ла Турландри, куда театр попал после победы в Фестивале франкофонных любительских театров Беларуси 2003 года).
Помимо билингвистических, в гимназии созданы классы физико-математического и филологического профиля.
После 10 класса все желающие могут поступить на бесплатной основе в филиал Университета Монтескьё Бордо IV.

## Администрация
По состоянию на 2024 год директором гимназии является Коротченя Елена Александровна, завучами — Фалько Елена Петровна, Василевская Ирина Михайловна, Сущеня Анастасия Николаевна и Никитенко Светлана Михайловна.